# Haematopota fradei
Haematopota fradei är en tvåvingeart som beskrevs av Travassos Dias 1968. Haematopota fradei ingår i släktet Haematopota och familjen bromsar.
Artens utbredningsområde är Moçambique. Inga underarter finns listade i Catalogue of Life.